# Jubal Anderson Early

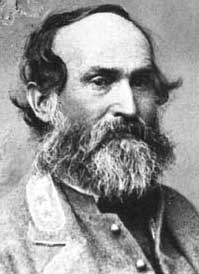
Jubal Anderson Early.

Jubal Anderson Early, född 3 november 1816, död 2 mars 1894 i Lynchburg, var en amerikansk militär och general i sydstatsarmén.

## Antebellum
Early examinerades från militärakademin i West Point på 18:e plats i sin kurs år 1837. Efter tjänstgöring i Florida lämnade han armén och studerade juridik. Han var ledamot av underhuset i Virginias generalförsamling och var delstatsåklagare. Under mexikanska kriget tjänstgjorde han som major i Virginias frivilligtrupper.

## Inbördeskriget
Early blev överste för 24. Virginiaregementet och efter första slaget vid Bull Run utnämndes han den 21 juli 1861 till brigadgeneral. Den 17 januari 1863 blev han generalmajor och den 31 maj 1864 befordrades han till generallöjtnant. Efter att ha nått Washingtons utkanter tvingades Earlys trupper tillbaka till Virginia och de besegrades av Philip Sheridans trupper vid Winchester och Fishers Hill. De slog tillbaka vid Cedar Creek den 19 oktober 1864, men förintades av Sheridans trupper vid Waynesboro i mars 1865.

## Efter kriget
Efter sydstaternas kapitulation begav sig Early till Mexiko, men återvände senare till Lynchburg och återupptog där juridiken. Han grundade Sothern Historical Society och blev dess förste ordförande.